# Streitmühlbach
Der Streitmühlbach ist ein knapp 6 km langer rechter und nordöstlicher Zufluss des Weißen Mains. 

## Geographie

### Verlauf
Der Streitmühlbach entspringt bei Marktschorgast-Rohrersreuth aus mehreren Quellbächen. Er mündet bei Himmelkron in den Weißen Main.

### Flusssystem Weißer Main
- Fließgewässer im Flusssystem Weißer Main